# Sverigefinska ungdomsförbundet
Sverigefinska ungdomsförbundet (SFU), finska Ruotsinsuomalaisten nuorten liitto (RSN), är ett religiöst och partipolitiskt obundet sverigefinskt ungdomsförbund, som bildades den 27 november 1993. Förbundet fungerar som en fritids- och intresseorganisation för barn och ungdomar som tillhör den sverigefinska folkgruppen. SFU samlar medlemsföreningar från många platser i Sverige, från Piteå till Lund. Föreningarna bedriver verksamhet av många olika slag för både barn, unga och studenter. Kansliet ligger i Stockholm vid Mariatorget. Tidigare hette förbundet Sverigefinsk Ungdom och på finska Ruotsinsuomalaiset Nuoret. Förbundet bytte till nuvarande namn 1999. 

## Verksamhet
Ungdomsförbundet har skapat Språkpaketet (Kielipaketti) genom det allmänna arvsfondsprojektet Revitalisera mera år 2011. Språkpaketet delas ut till sverigefinska föräldrar på barnavårdscentraler, bibliotek och sjukhus runt om i landet för att upplysa sverigefinska föräldrar om deras barns språkliga rättigheter. Sverigefinska ungdomsförbundet har i projektet Ung minoritet samarbetat med Sáminuorra, Met Nuoret, Judiska ungdomsförbundet i Sverige (JUS) och Romska ungdomsförbundet (RUFS). Projektet var aktivt mellan 2012 och 2016.
År 2016 startade ungdomsförbundet projektet #stoltsverigefinne som kan följas på instagram på @stoltsverigefinne. Varje vecka berättar en ung sverigefinne om sitt liv och sin syn på sin identitet. Flera av berättelserna har sedan blivit till en bok och en bildutställning om unga sverigefinnar. Utställningen hyrs ut till evenemang, kommuner och andra intresserade. Boken går att beställa via ungdomsförbundets hemsida.
År 2018 började förbundet organisera studiecirklar för att studera finska i samarbete med Sensus studieförbund. Samma år lanserades Äänet som är den första sverigefinska ungdomstidningen.

## Medlemsföreningar
- Stockholms Finska Studenter, beviljades medlemskap 29.12.2003
- Finska Lundastudenter (Finnlust), beviljades medlemskap 29.12.2003
- Uppsala Finska Studenter, beviljades medlemskap 24.4.2004
- Team Finska Piteå, beviljades medlemskap 29.12.2004
- GSN - Göteborgs Finska Unga, beviljades medlemskap 29.10.2008
- Finlandssvenska Nationen i Umeå
- KOITUS - Karolinska institutets finska studenter
- Finska nationen vid Örebro Universitet
- Finlandssvenska Studenter i Uppsala
- MORO - Malmös sverigefinska unga
- Luleås sverigefinska unga
- Sverigefinska ungdomstidningen Äänet

### Uppsala Finska Studenter
Uppsala Finska Studenter (UPSO) vänder sig till studenter. Det har funnits ett behov av en egen organisation, eftersom Uppsala är en av de populäraste studiestäderna bland finskspråkiga studenter (inkluderande finländare som flyttar till Sverige). Föreningen är partipolitiskt och religiöst obunden och icke-vinstdrivande. Den är tvåspråkig (svenska och finska). UPSO hör till ett samråd med andra ideella sverigefinska organisationer i Uppsala som fungerar som diskussionsforum med olika föreningar och staden. Den är och en medlemsorganisation i Sverigefinska ungdomsförbundet som också finansierar UPSO.

## Förbundsordförande
- Tommi Teljosuo (1993-1995)
- Jaana Joki (-2000-2002)
- Markus Marttila (2002-2004)
- Marjo Seppälä (2004-2005)
- Tiina Vartiainen (2005-2006)
- Marie Junéll (2006-2007)
- Anne Kangasniemi (2007-2008)
- Piia Molina Granat (2008-2010)
- Noora Laitinen (2010-2011)
- Matias Åberg (2011-2013)
- Johannes Härri (2013-2014)
- Taina Helme (2014-2016)
- Dennis Barvsten (2016-2017)
- Ella Turta (2017-2020)
- Jessica Preiman (2020-2022)
- Emma Isoherranen (2022-2023)
- Julia Viro (2023 - 2024)
- Alexandra Salmi (2024 - )

## Vice ordförande
- Kristina Anufrijeff Törnros (1993–)
- Toni Kelhä (–2002)
- Hannele Oikarinen (2002–2004)
- Toni Kelhä (2004–2005)
- Marie Junéll (2005–2006)
- Anne Keränen Kangasniemi (2006–2007)
- Markus Lyyra (2007–2008)
- Helena Huhta (2008–2010)
- Maria Vaara (2010–2012)
- Rosa Brisson (2012–2013)
- Janne Lähdeaho (2013–2015)
- Kimmo Hämäläinen (2015–2016)
- Kim Holm (2016–2017)
- Ella Turta (2017)
- Alice Kyander (2017-2020)
- Elli Ahro (2020-2021)
- Emma Isoherranen (2021-2022)
- Emilia Kyllönen (2022-2023)
- Katja Salmi (2023-2024)
- Kalle Kinnunen (2024- )

## Generalsekreterare
- Aira Rajavuori-Ludvigsen (2000-2000)
- Matti Lukin (2000-2000)
- Kristiina Anufrijeff Törnros (2000-2002)
- Hanna Vihavainen (2002-2005)
- Anna Jakobsson (2005-2006)
- Hanna Vihavainen (2006-2007)
- Marie Junéll (2007)
- Markus Lyyra (2008-2013)
- Veera Florica Rajala (tidigare Jokirinne) (2013-2015)
- Tuuli Uljas (2015-2016)
- Laura Santala (2016-2017)
- Venla Odenbalk (2017-2019)
- Laura Hagström (2019-2021)
- Ilona Karppinen (2021-2022)
- Onerva Sihvonen (2022 - )